# Lotosowate
Lotosowate (Nelumbonaceae (DC.) Dumort.) – rodzina roślin wodnych wyłączana w niektórych systemach w monotypowy rząd lotosowców, w innych włączana do srebrnikowców. Dawniej takson ten często nie był wyróżniany, a należące tu rośliny włączane były do rodziny grzybieniowatych. Podobieństwo do przedstawicieli grzybieniowatych jest jednak wynikiem konwergencji – nie są to taksony spokrewnione. Zasięg tych rośliny obejmuje tropikalne i subtropikalne obszary Azji, Australii i Ameryki.

## Morfologia
PokrójRośliny wodne tworzące potężne kłącza, zakorzeniające się na dnie zbiornika.
LiściePonad powierzchnią wody, okrągławe umieszczone na sztywnych ogonkach.
KwiatyDuże, promieniste, wzniesione ponad powierzchnię wody. Mają wiele listków okwiatu i pręcików, które są umieszczone spiralnie na osi kwiatu. Dno kwiatowe ma kształt odwróconego stożka, zaś na jego górnej powierzchni znajdują się zagłębienia, w których mieszczą się słupki.
OwoceOrzeszki zagłębione w dnie kwiatowym.

## Systematyka
Pozycja rodziny według APweb (aktualizowany system APG IV z 2016)
Rodzina, po odkryciu jej pokrewieństwa z platanowatymi Platanaceae oraz srebrnikowatymi Proteaceae umieszczona została we wspólnym z tymi taksonami rzędzie srebrnikowców Proteales. Zgodnie z Angiosperm Phylogeny Website kladogram obejmuje dodatkowo sabiowate (Sabiaceae) jako klad bazalny rzędu.
|  | \| \| srebrnikowate Proteaceae \| \| \| \| \| \| platanowate Platanaceae \| \| \| \| |
|  |                                                                                      |
|  | srebrnikowate Proteaceae                                                             |
|  |                                                                                      |
|  | platanowate Platanaceae                                                              |
|  |                                                                                      |

|  | srebrnikowate Proteaceae |
|  |                          |
|  | platanowate Platanaceae  |
|  |                          |

|  | \| \| srebrnikowate Proteaceae \| \| \| \| \| \| platanowate Platanaceae \| \| \| \| |
|  |                                                                                      |
|  | srebrnikowate Proteaceae                                                             |
|  |                                                                                      |
|  | platanowate Platanaceae                                                              |
|  |                                                                                      |

|  | srebrnikowate Proteaceae |
|  |                          |
|  | platanowate Platanaceae  |
|  |                          |

|  | \| \| srebrnikowate Proteaceae \| \| \| \| \| \| platanowate Platanaceae \| \| \| \| |
|  |                                                                                      |
|  | srebrnikowate Proteaceae                                                             |
|  |                                                                                      |
|  | platanowate Platanaceae                                                              |
|  |                                                                                      |

|  | srebrnikowate Proteaceae |
|  |                          |
|  | platanowate Platanaceae  |
|  |                          |

|  | \| \| srebrnikowate Proteaceae \| \| \| \| \| \| platanowate Platanaceae \| \| \| \| |
|  |                                                                                      |
|  | srebrnikowate Proteaceae                                                             |
|  |                                                                                      |
|  | platanowate Platanaceae                                                              |
|  |                                                                                      |

|  | srebrnikowate Proteaceae |
|  |                          |
|  | platanowate Platanaceae  |
|  |                          |

Pozycja w systemie Reveala (1999)
Gromada okrytonasienne (Magnoliophyta Cronquist), podgromada Magnoliophytina Frohne & U. Jensen ex Reveal, klasa Piperopsida Bartl., podklasa Nelumbonidae Takht., nadrząd Nelumbonanae Takht. ex Reveal, rząd lotosowce (Nelumbonales Willk. & Lange), rodzina lotosowate (Nelumbonaceae (DC.) Dumort).
Podział według różnych systemów
- rodzaj: lotos (Nelumbo Adans.)
- rodzaj Nelumbites – obejmuje rośliny kopalne